# Kruikenburg

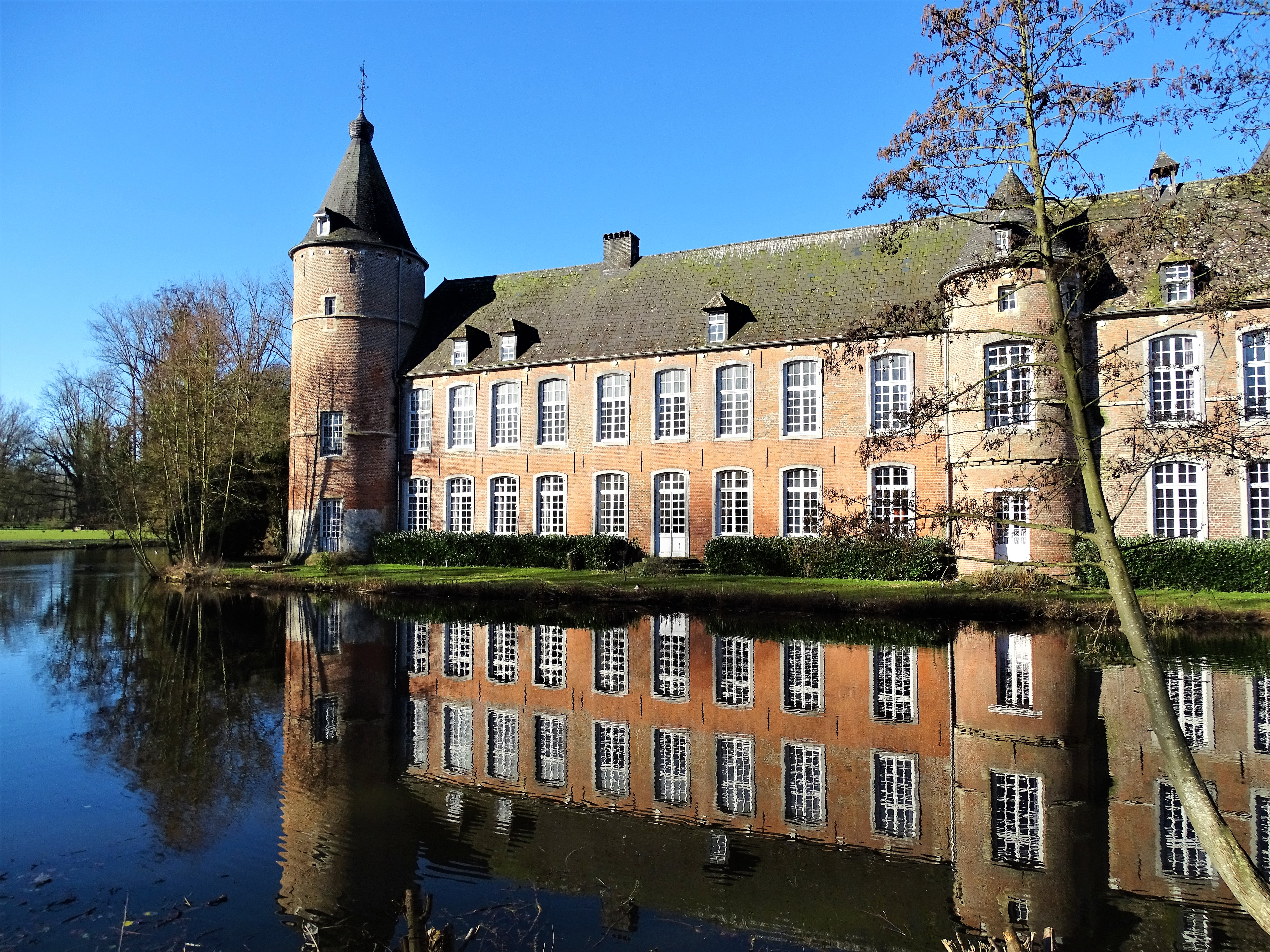
Kasteel Kruikenburg

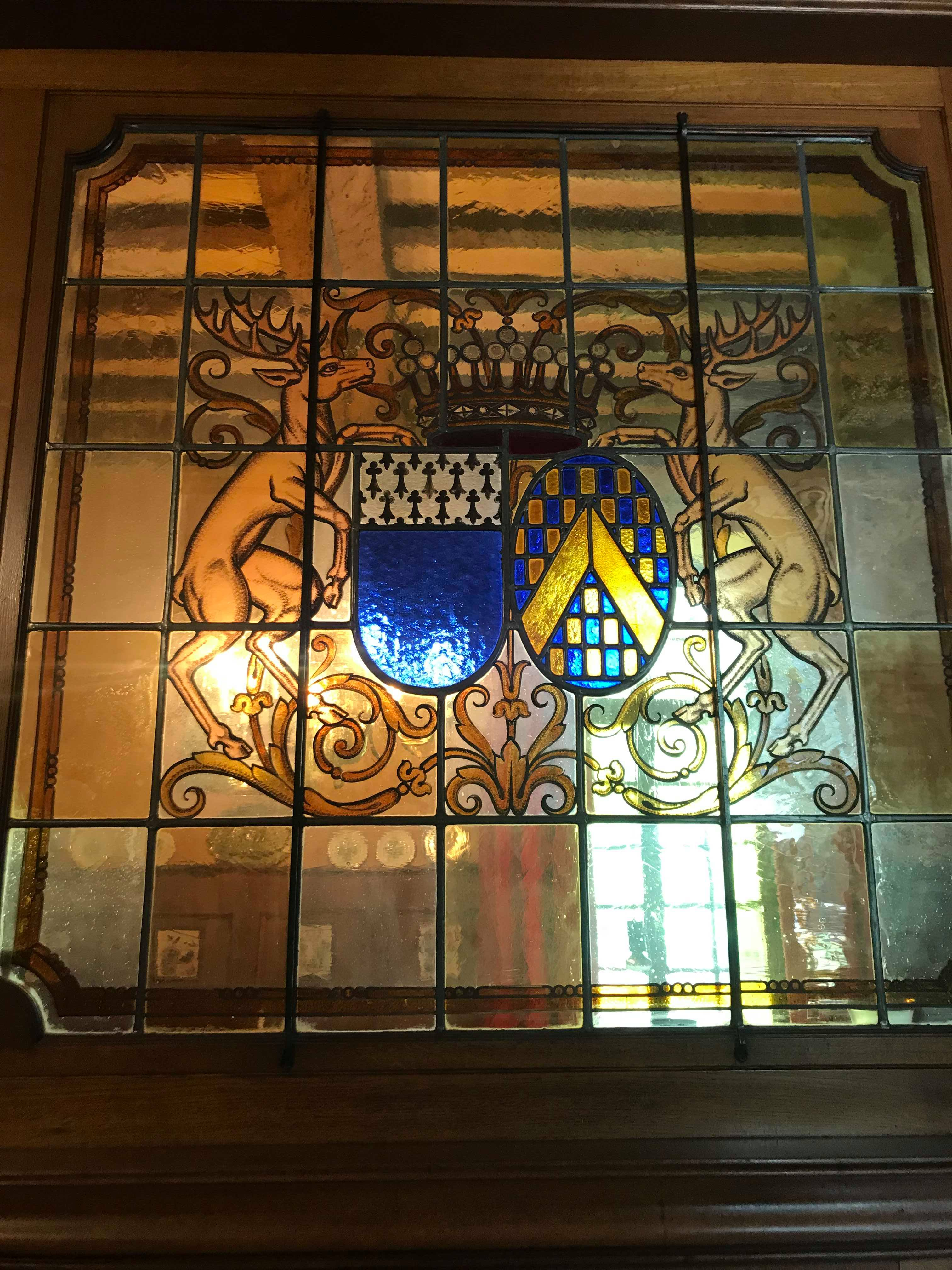
Dit wapenschild stelt de familie de Lichtervelde en de Fourneau voor. Het bevindt zich in de inkomhal van het kasteel Kruikenburg in Ternat.

De Kruikenburg (ook: Cruyckenbourgh of Cruykenburg) was vroeger een heerlijkheid en later een graafschap in Brabant. Die heerlijkheid bestond uit de tegenwoordige gemeente Ternat samen met de deelgemeenten Wambeek en Lombeek. Nu verwijst de naam nog steeds naar een waterkasteel ten westen van Brussel, te Ternat in Vlaams-Brabant.
De naam Kruikenburg komt van de kruiken die vroeger op verschillende torens van het kasteel stonden. Deze kruiken waren uitgehouwen in ruwe steen. Erbovenop stond een windwijzer. Enkele jaren geleden werd het kasteel voorzien van een nieuwe kruik. Op de toren boven de toegangspoort staat er als verwijzing naar de oude kruiken, een met goud vergulde kruik voorzien van een windwijzer.
Het kasteel heeft net als vele andere middeleeuwse verdedigingsburchten een U-vorm. Deze U wordt gevormd door drie vleugels die om een binnenplaats staan. Op de hoeken staan ronde toren. Enkel de ingangstoren is vierkant.

## Geschiedenis
In het begin van de 12e eeuw probeerden de heren van Wezemaal, al dan niet in opdracht van de hertog in Leuven, beslag te leggen op de bossen en gronden van Wambeek. Ten nadele van de abdij van Nijvel, bouwden zij hun wachttoren in het noorden van Wambeek, namelijk in Ternat. Dicht bij de grens van het graafschap Vlaanderen had deze versterking wellicht ook enig strategisch belang voor het hertogdom Brabant. Het kasteel werd volgens sommige bronnen omringd door kleinere versterkingen o.a. in Steenvoorde en Sint-Katharina-Lombeek.
In de 14e eeuw werd Kruikenburg bewoond door ridder en schepen van de stad Brussel Everaard t'Serclaes (1320-1388). Hij slaagde er in 1356 in het Vlaamse garnizoen uit het door graaf Lodewijk van Male bezette Brussel te verdrijven. Volgens sommige historici zorgde dit ervoor dat de ontstaanskern van het hertogdom Brabant werkelijk Brabants bleef en een annexatie bij Vlaanderen werd afgewend. Everaard t'Serclaes kocht de heerlijkheid Kruikenburg en verbouwde de versterking tot een omwald woonkasteel.
Bij deze verbouwingen liet hij ook een ijskelder aanleggen op de plaats waar nu de kruising is tussen de Sterrelaan en de Statiestraat. De kelder is nu echter verwijderd. Waarschijnlijk was t'Serclaes ook de opdrachtgever voor de bouw van de (geheime) gang tussen het kasteel en de Sint-Gertrudiskerk. Deze is nu gesloten en doet dienst als wijnkelder.
Jaren later kwam t'Serclaes in conflict met een beschermeling van de hertogin Johanna van Brabant, de heer van Gaasbeek: Zweder van Abcoude. Tot grote woede van de Brusselaars liet hij t'Serclaes vermoorden. Volgens de Brabantsche Yeesten werd t'Serclaes in de kerk voor het kasteel begraven.
Van de 16e tot de 19e eeuw verbleef de familie De Fourneau op Kruikenburg. Zij vergrootten de burcht en lieten ze in de 18e eeuw ombouwen tot woonkasteel. Sporen van de vroegere versterking zijn echter nog duidelijk te zien o.a. aan de toegangspoort waar de haken van de vroegere ophaalbrug overgebleven zijn. In 1662 werd Kruikenburg onder de familie de Fourneau tot graafschap verheven. De Fransen hieven het graafschap Kruikenburg echter op, maar het kasteel bleef bestaan.
In het begin van de 20e eeuw werd het kasteel bewoond door de familie de Lichtervelde. Momenteel is het eigendom van de Broeders van de Christelijke Scholen, die er een deel van de lagere school 'De Brug' in onderbrachten. Het waterkasteel Kruikenburg is een beschermd monument. Het park rond het kasteel is sinds kort eigendom van de gemeente Ternat en dus vrij toegankelijk voor het publiek.

## Architectuur
Het kasteel werd gebouwd in de veertiende eeuw waardoor er veel onduidelijkheid is over wie de architect is. Het beroep architect was in die tijd onbekend dus is het onmogelijk om een architect te benoemen.

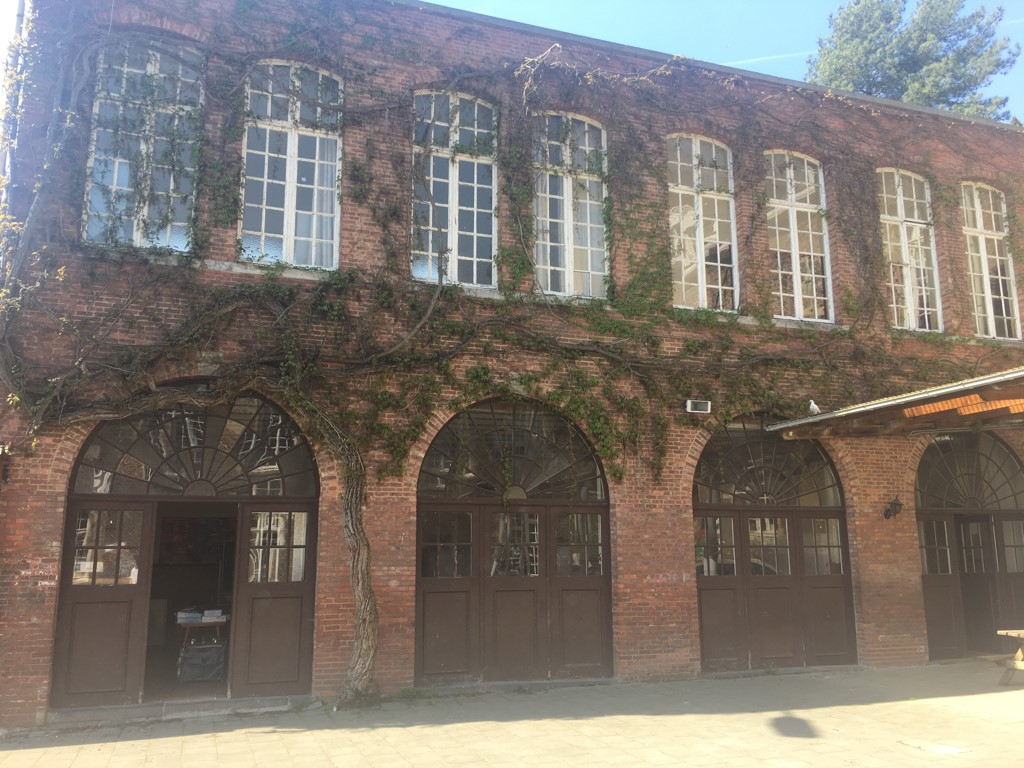
Hier zijn de romaanse rondbogen te zien die zich bevinden op de binnenkoer van het kasteel.

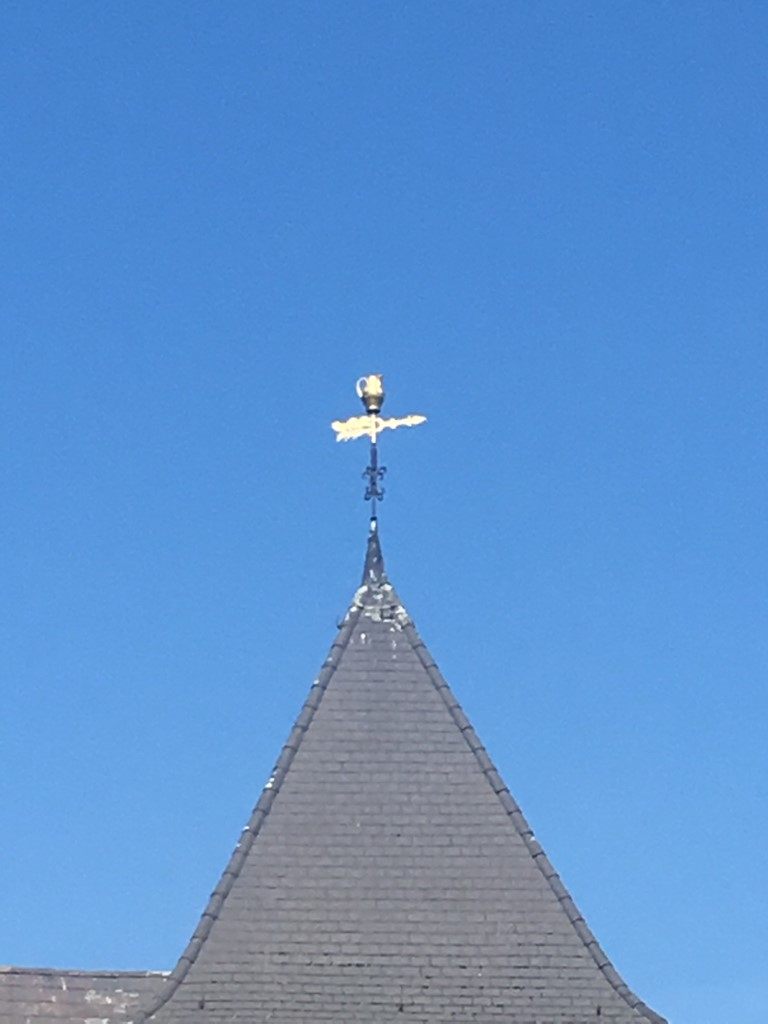
De kruik is te zien op de zuidelijke toren van het kasteel.

De architectuur van het kasteel is geëvolueerd doorheen de jaren. In de zeventiende eeuw was het kasteel een burcht, die men gebruikte om zich te verdedigen tegen de vijand. De ramen waren eerder smal en klein en werden later groter en breder. Ook de buitenmuren werden in die tijd vernieuwd. Als men zich in het kasteel bevindt kan men nog altijd de originele buitenmuren zien. Op de binnenkoer van het kasteel heb je zicht op enkele rondbogen. Deze behoren tot de Romaanse architectuur. Op het einde van de twintigste eeuw werd een school naast het kasteel gebouwd. Hierdoor is veel van de natuur rond Kruikenburg verloren gegaan. Bij de bouw van de school naast het kasteel werden ook enkele extra gebouwen gebouwd, zoals een toilet en een opbergruimte. Deze gebouwen werden echter niet in dezelfde stijl gebouwd als het kasteel zelf. Recent werd een trappenhal gebouwd, omdat in het oude kasteel geen trappen voorzien waren. Men ging naar de tweede verdieping via een ladder, die men plaatste in een gat in het plafond. Ook de omgeving is veranderd, vroeger werd het kasteel volledig omringd door water. Dit is later drooggezet geweest. Nu vindt men daar een parking en speelplaats.

#### De kruik
De kruik op de toren verwijst naar de naam “Kruikenburg”. Er gaan verschillende verhalen de ronde over de naam van het kasteel. Deze verklaren waarom er een kruik op de top van de zuidelijke toren staat. In vele verhalen komt hetzelfde element terug, namelijk dat de inwoners van Ternat kruiken meenamen naar het kasteel wanneer ze moesten onderduiken. Ze namen deze mee omdat ze de exacte duur van hun verblijf in het kasteel niet op voorhand konden voorspellen. Uit andere verhalen blijkt dat het woord ‘kruik’ afgeleid is van het woord ‘kriek’. Men vermoedt dat de burcht in het verleden omringd was door een kriekenbos. Men heeft geen bewijzen om aan te tonen dat deze verhalen kloppen.

## Invloed op Ternat
Het gemeentevaandel van Ternat voor de fusie was wit en rood. Dit verwees naar het wapen van graaf t'Serclaes waarop een zilveren leeuw op een rood veld stond afgebeeld. Door de fusie van de gemeenten Ternat, Sint-Katherina-Lombeek en Wambeek in 1976 werd de oude entiteit van het graafschap Ternat of Kruikenburg opnieuw tot leven gebracht. In het gemeentewapen van Ternat staat het wapen van de familie de Fourneau aan de voeten van de patroonheilige Sint-Gertrudis. De heer van Kruikenburg was immers in principe een leenman van de abdis van Nijvel, die op haar beurt onder de voogdij stond van de hertogen van Brabant.